# Rhum : L'Aventure de Jean Galmot
Rhum : L'Aventure de Jean Galmot est un ouvrage de Blaise Cendrars (1887-1961) paru chez Grasset en 1930. Il recueille en volume « L'Affaire Galmot », un reportage publié en feuilleton entre le 8 octobre et le 17 décembre 1930 dans l'hebdomadaire Vu dirigé par Lucien Vogel.
Rhum est une vie romancée de Jean Galmot (1879-1928), homme d'affaires à la réputation sulfureuse[non neutre]. Devenu député de Guyane, il est accusé de spéculations dans « l'affaire des rhums » qui éclate en 1919. Au cours du procès dont il fait l'objet en 1923, Galmot se présente comme un entrepreneur généreux en butte aux manœuvres hostiles des grands groupes financiers du monde parisien, tout en proclamant son amour du peuple guyanais, dont il jure de défendre la liberté jusqu'à la mort. Il est condamné à un an de prison avec sursis en l'absence de preuves sur des bénéfices illégaux.
En 1928, Galmot se présente à nouveau aux élections guyanaises qui provoquent des émeutes. Il meurt subitement, dans des conditions controversées. A-t-il été empoisonné ? Rhum, écrit en 1930, s'achève sur cette incertitude. Le procès des émeutiers de Cayenne défendu par Gaston Monnerville a lieu quatre ans plus tard à Nantes en présence de Cendrars et il se conclut par un acquittement général.
Cendrars a dédié « cette vie secrète de Jean Galmot aux jeunes gens d'aujourd'hui fatigués de la littérature pour leur prouver qu'un roman peut aussi être un acte ». Dressant le portrait d'un homme idéaliste et comme lui épris de liberté, il le compare à Don Quichotte. La réalité du personnage était sans doute plus complexe. Historiquement, Galmot a été un des grands défenseurs de la cause noire, aux côtés de Marcus Garvey.
Avant Rhum, la figure fascinante de Galmot a inspiré deux récits de Louis Chadourne qui fut son secrétaire, Terre de Chanaan (1921) et Le Pot au noir (1922).

## éditions
- "L'Affaire Galmot", reportage paru en feuilleton dans l'hebdomadaire Vu, du n° 134 (8 octobre 1930) au n° 143 (17 décembre 1930).
- Rhum. L'Aventure de Jean Galmot, Paris, Grasset, 1930.
- La Vie secrète de Jean Galmot. Rhum, avec un « épilogue en guise de préface », Paris, Les Éditions de France, 1934.
- Rhum, Paris, Le Club du meilleur livre, 1960. Préface de Pascal Pia.
- Rhum, dans Œuvres complètes, t. III, Paris, Denoël, 1960.
- Rhum, Paris, Le Livre de Poche, 1967. Nouvelle édition dans la coll. "Biblio", 1983.
- Rhum, dans Œuvres complètes, t. VI, Paris, Le Club français du livre, 1969. Préface de Raymond Dumay.
- Rhum, Paris, Grasset, coll. « Les Cahiers rouges », 1990.
- Rhum, précédé de L'Or et suivi de L'Argent, textes présentés et annotés par Claude Leroy, Paris, Denoël, coll. « Tout autour d'aujourd'hui », t. 2, Paris, 2001.